# Ibrahim Kargbo
Ibrahim Kargbo   (Freetown, 10 d'abril de 1982) és un exfutbolista de Sierra Leone de la dècada de 2000. Fou internacional amb la selecció de futbol de Sierra Leone. Pel que fa a clubs, destacà a Willem II. Ha estat suspès per la FIFA per manipulació de partits.
El seu fill Ibrahim Kargbo Jr també és futbolista.